# Escualosa elongata
Escualosa elongata är en fiskart som beskrevs av Wongratana, 1983. Escualosa elongata ingår i släktet Escualosa och familjen sillfiskar. Inga underarter finns listade i Catalogue of Life.